# Charles Batteux
Charles Batteux (Alland’Huy-et-Sausseuil, França, 6 de maio de 1713 - Paris, França, 14 de julho de 1780) foi um filósofo, humanista e retórico francês, e se dedicou ao estudo da Poética e da Literatura.

## Biografia
Batteux nasceu em Alland'Huy-et-Sausseuil, Ardennes, (próximo a Vouziers) em 6 de maio de 1713 e estudou teologia em Reims. Em 1739, ele mudou-se para Paris, e depois de lecionar nas faculdades de Lisieux e Navarre, foi nomeado para a cadeira de filosofia grega e romana no Collège de France.
O seu tratado de 1746, As Belas-Artes Reduzidas a um Mesmo Princípio (Les beaux arts réduits à un même príncipe), foi uma tentativa de encontrar uma unidade entre as teorias existentes de beleza e gosto sobre "um único princípio", ele aponta esse princípio como sendo o da imitação geral. Seus pontos de vista foram aceitos, não só na França, mas em toda a Europa.
De acordo com P. O. Kristeller,
“o passo decisivo para o sistema das belas artes (assim, para a ideia moderna, ‘belas artes’) foi tomada pelo abade Batteux em seu famoso e influente tratado... o primeiro a estabelecer um sistema de corte claro das belas artes em um tratado dedicado inteiramente a este assunto.”
Através da tradução de Horácio, em 1750, Batteux ganhou boa reputação entre os acadêmicos franceses o que fez com que ele se tornasse membro da Academia de Inscrições em 1754 e da Academia Francesa em 1761, onde ocupou a cadeira 37. Seu Curso das Belas-Letras (1765) foi mais tarde incluído com alguns escritos menores no tratado Princípios da Literatura (1774).
Seus escritos filosóficos foram: Moralidade em Epicuro Retirados de Seus Próprios Escritos (La morale d'Épicure tirée de ses propres écrits), de 1758 e a História das Causas Primárias (Histoire des causes premières), editado em 1769. Por causa desta obra onde ele atacou o abuso da autoridade na filosofia, perdeu sua cadeira de professor. Seu último e mais extenso trabalho foi o Curso de Estudos Para o Uso dos Alunos da Escola Militar (Cours d’études à l’usage des élèves de l’École royale militaire), em quarenta e cinco volumes.
Na obra As Belas-Artes Reduzidas a um Mesmo Princípio (Les beaux arts réduits à un même príncipe), Batteux desenvolveu uma teoria influenciada por John Locke através do sensualismo cético de Voltaire. Ele considerou que as belas artes são artes (coleção de regras do bem), para produzir coisas boas ou belas (em si mesmas), sempre "na imitação da bela natureza" e necessitando do gênio. Aplicando este princípio à arte da poesia, e analisando, linha por linha e até mesmo palavra por palavra, as obras dos grandes poetas, ele deduziu a lei que a beleza da poesia consiste na precisão, beleza e harmonia da expressão individual. Sua História das Causas Primárias (Histoire des causes premières) foi uma das primeiras tentativas de uma história da filosofia, e em seu trabalho em Epicuro, defendeu o Epicurismo contra os ataques gerais contra a filosofia de Epicuro.
Em termos filosóficos estéticos, Batteux estabelece o princípio único das artes plásticas na imitação da natureza, e isso no modelo de ideal de perfeição para alcançar um conjunto harmonioso: "vamos escolher as partes mais belas da natureza, para fazer uma obra requintada, mais perfeita que a própria natureza, mas que nunca será natural...” Neste conceito, claramente, Batteux segue uma longa tradição, presente pelo menos em Leon Battista Alberti; bem como para a expressão de belas artes, presente em Giovanni Battista Armenini e antes em Sebastiano Serlio.

## Imagens

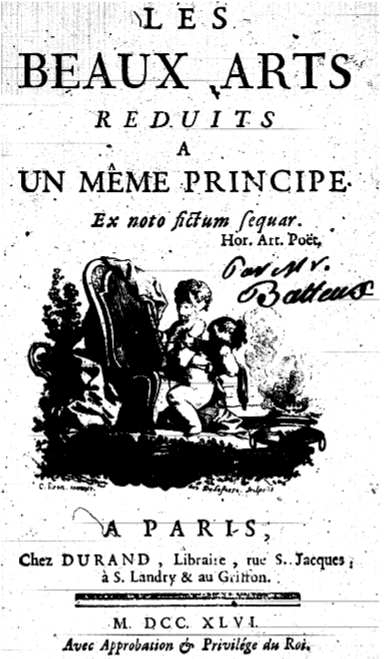
Charles Batteux (1713-1780)

## Livros
- Les Beaux-arts réduits a um même príncipe (1746), em português: As Belas-Artes Reduzidas a um Mesmo Princípio
- Cours de belles-lettres (1765)
- Traité de la construction oratoire (1763)

Estes três livros foram relançados posteriormente em seis volumes, em 1774, sob o título "Príncipes abrégés de la littérature.
- La Morale d’Épicure tirée de ses propes écrits (1758)
- Histoire des causes premières (1769)
- Cours d’études à l’usage des éleves de l’École royale militaire (45 volumes)